# Sympiesis xanthostoma
Sympiesis xanthostoma är en stekelart som först beskrevs av Christian Gottfried Daniel Nees von Esenbeck 1834.  Sympiesis xanthostoma ingår i släktet Sympiesis och familjen finglanssteklar. Arten är reproducerande i Sverige. Inga underarter finns listade i Catalogue of Life.